# Emil Johanson-Thor
Thor Emil Nils Johanson-Thor, ursprungligen Johansson, född 20 mars 1889 i Landskrona i Skåne, död 28 februari 1958 i S:t Görans församling i Stockholm, var en svensk målare, grafiker och konstpolitiker. Han var medlem av konstnärsgruppen de tolv och föreståndare för Konstakademiens etsningsskola i Stockholm åren 1926–1954 och 1938 blev han utnämnd till professor i grafik.

## Biografi
Som trettonåring flyttade familjen till Stockholm, där han bodde resten av sitt liv. Trots detta anses han vara en skånsk konstnär, eftersom han tillbringade mycket tid i Skåne där han målade av olika landskapsmiljöer, på gårdar och i byar. Han målade stämningsfulla landskap från den skånska landsbygden. 
Johanson-Thor utbildade sig inledningsvis till yrkesmålare (hantverksmålare) men studerade vid Caleb Althins målarskola 1907–1908 och på Konstakademien i Stockholm 1908–1912, där han senare blev lärare i grafik och professor vid etsningsskolan. Två år senare reste han till Paris och målade en tid tillsammans med konstnären Emil Olsson i Mantes vid Seine. Åren 1918–1920 var han åter i Sverige och slog sig ner på Sireköpinges gamla gård invid Tågarp. 1920–1922 var han åter igen i Frankrike i Meudon, en närförort till Paris i regionen Île-de-France, och senare i Cagnes, en stad på Rivieran i regionen Provence-Alpes-Côte d'Azur. Han har målat sirligt utförda landskap med motiv från Sireköpinge och Ven, ofta vinterlandskap. En del målningar erinrar om Pieter Brueghel den äldres konst, till exempel Noaks ark, som finns i Malmö museum, 1925–1930. Även hans grafiska blad visar liknande motiv. Emil Johanson-Thor var i början av sitt konstnärskap påverkad av en saklig naivism. Senare blev han influerad av den nya sakligheten. Han tog även intryck av den danske konstnären Lauritz Andersen Ring. Sedan studerade han i Tyskland, Frankrike och Storbritannien. Under perioden i Paris tog han intryck av kubismen.
Han blev sekreterare i Föreningen för Grafisk Konst 1923 och föreståndare för Konstakademins etsningsskola 1926.
På Ven köpte han 1925 en gård invid S:t Ibbs kyrka, som kom att kallas Thorsgården. Öborna såg honom som sin konstnär och polisen motade bort andra konstnärer med att det endast var Johanson-Thor som ägde rättigheterna till öns motiv. Emil Johanson-Thor finns bland annat representerad på Malmö museum med en oljemålning från Ven, Noaks ark (1936). På målningen drar det ihop sig till syndaflod. Regnmolnen tornar upp sig över Vens kust, där arken ligger beredd. Noak står i dörren till sin halmtäckta, kringbyggda skånegård och ser ut över djur och husfolk.

## Konstnären

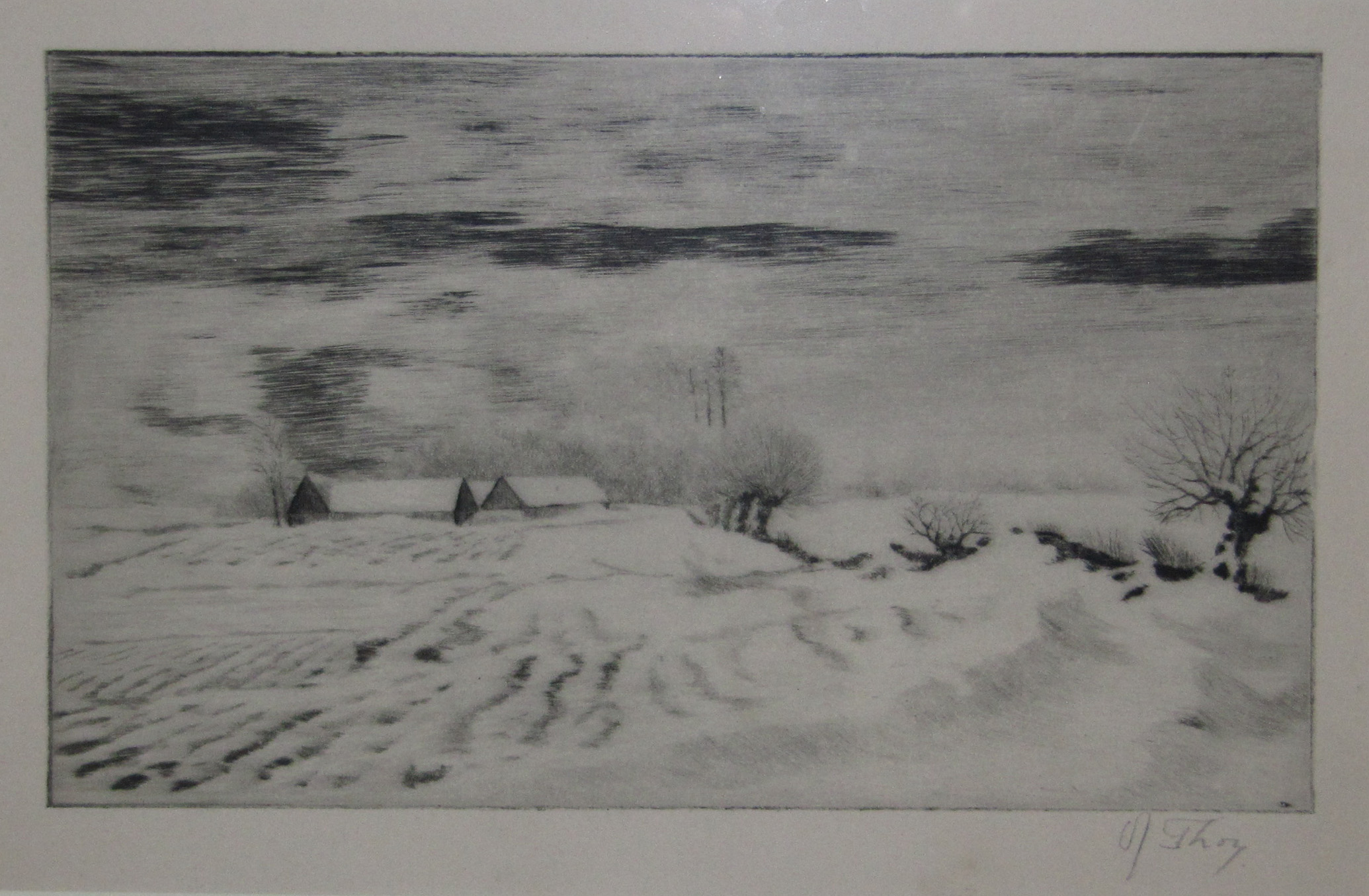
Vinterlandskap av Emil Johanson-Thor, troligen 1920-tal, torrnålsgravyr.

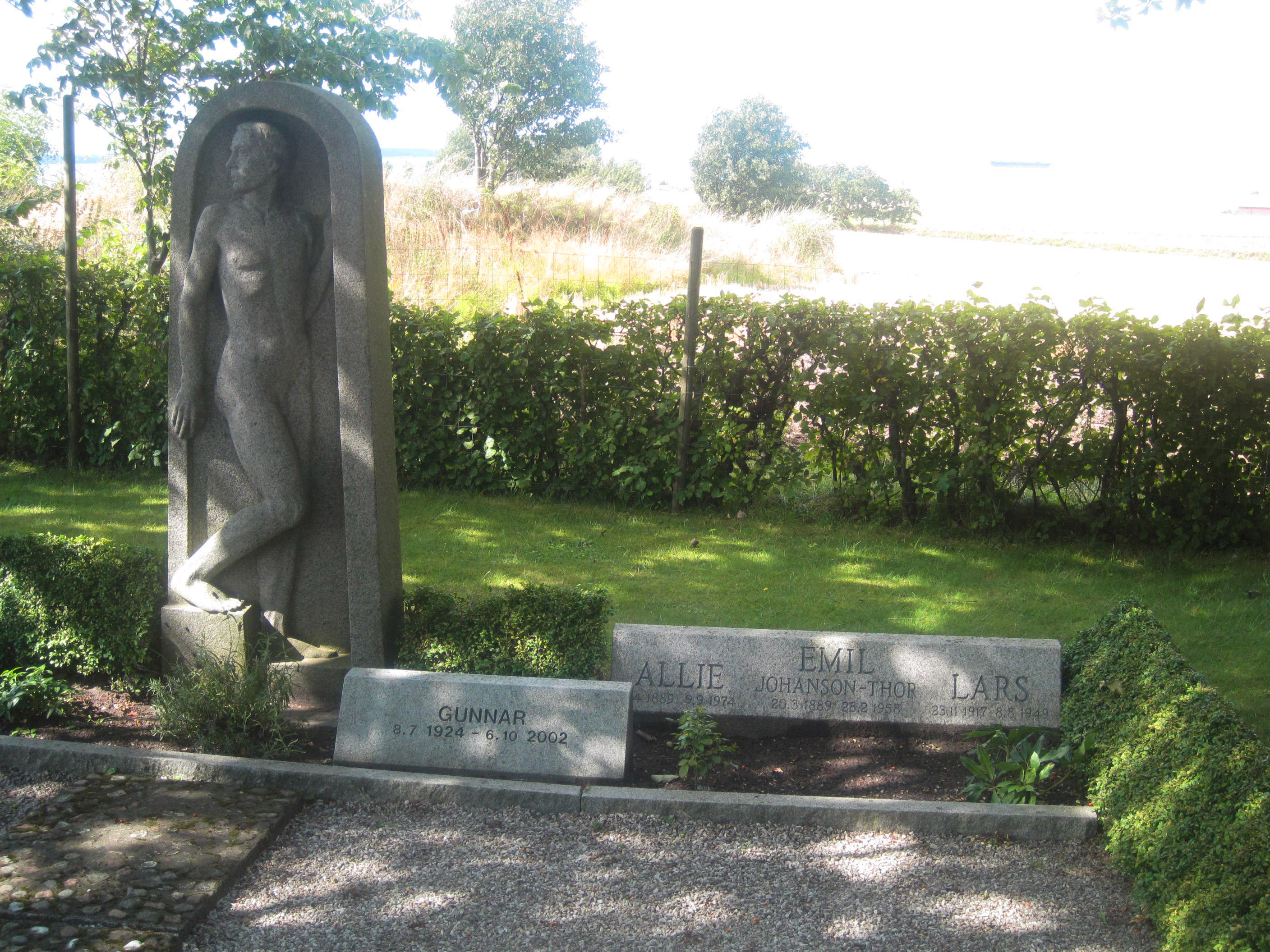
Emil Johanson-Thors grav vid Sankt Ibbs gamla kyrka.

Det var den skånska landsbygden som var Johanson-Thors huvudsakliga inspiration i konsten. Vintern var Emil Johanson-Thors årstid. Skåne var som vackrast under senvintern, menade han, då fukten låg som dis mellan träden, snön fläckade åkrarna och ljuset skiftade i milda toner. I början var hans konstnärskap påverkat av en saklig naivism, men senare målade han mer realistiskt.
Johanson-Thor var aktiv både inom måleri och grafik. Han besökte Paris under 1914, och tog där visst intryck av kubismen, vilket märks till exempel i litografin Bron i Mantes (1915). Senare domineras produktionen av verk från Skåne. En del tidigare verk går i Jean-François Millets anda, med arbetande människor. På 1920-talet hämtades många motiv från Sireköpinge, då han arbetade med detaljer och kom att räknas som en av "den nya saklighetens" representanter. Inom bildkonsten i Sverige fick denna klassicerande strömning namnet "den nya sakligheten". Exakt återgivna detaljer stod på "den nya saklighetens" program vid denna tid. Som förebild togs åter den klassiska konsten. Även inom etsningen återgav han exakt detaljskärpa.
På 1930-talet upptäckte Johanson-Thor byn Torna Hällestad, och härifrån härstammar skira motiv av det skånska vinterlandskapet.

## Läraren
Åren 1926–1954 var Emil Johanson-Thor föreståndare för Konstakademiens etsningsskola i Stockholm. Den 1 oktober 1926 blev han den ansvarige för avdelningen för grafisk konst vid Konstakademien. 1938 blev han vice professor i grafik vid Konstakademien. Den 30 december 1938 fick han professors namn. Det var i konkurrens med Harald Sallberg som Johanson-Thor blev ledare för Konstakademiens etsningsskola 1926.

## Konstpolitikern
Johanson-Thor agerade för konstpolitiken och medverkade till att Konstnärernas riksorganisation kom till stånd och blev dess första vice ordförande.

## Förtroendeuppdrag
- Föreningen för Grafisk Konst (ledamot, sekreterare och ordförande)
- Konstnärsklubben (vice ordförande)
- Liljevalchs konsthall (ledamot och vice ordförande)
- Sveriges allmänna konstförening (vik. intendent, ledamöter i granskningsnämnden och inköpsnämnden)
- Konstakademien (invald 1930)
- Riksförbundet för bildande konst (ledamot till arbetsutskottet)
- Konstnärernas riksorganisation (vice ordförande och ordförande)
- Statens konstråd (ledamot)
- Nordisk grafikunion (ledamot)
- Grafiska sällskapet (ordförande och vice ordförande)

## Representerad
- Nationalmuseum[9], Stockholm
- Moderna Museet[10] , Stockholm
- Göteborgs konstmuseum[11]
- Prins Eugens Waldemarsudde
- Malmö museum[12]
- Kalmar Konstmuseum[13]
- Svenska Statens porträttsamling på Gripsholms slott
- Ateneum[14]
- Kulturen[15]
- Representerad med grafik i Dresden, Paris och Brooklyn[källa behövs]